# Labergement-Sainte-Marie
Labergement-Sainte-Marie is een gemeente in het Franse departement Doubs (regio Bourgogne-Franche-Comté). De plaats maakt deel uit van het arrondissement Pontarlier. Labergement-Sainte-Marie telde op 1 januari 2022 1.257 inwoners.

## Geografie
De oppervlakte van Labergement-Sainte-Marie bedraagt 22,12 km², de bevolkingsdichtheid is 55 inwoners per km² (per 1 januari 2019).
De onderstaande kaart toont de ligging van Labergement-Sainte-Marie met de belangrijkste infrastructuur en aangrenzende gemeenten.

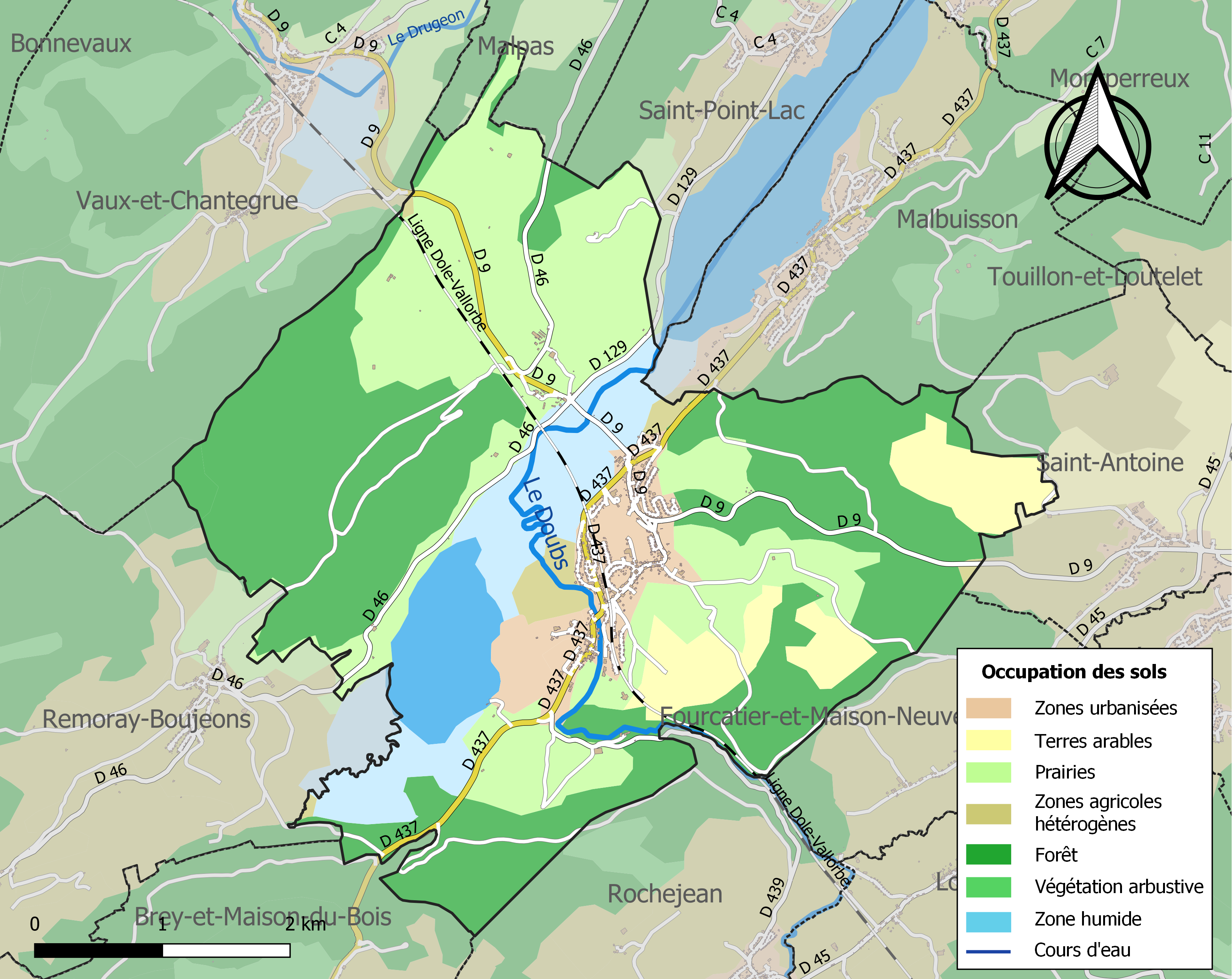

## Verkeer en vervoer
In de gemeente ligt de spoorweghalte Labergement-Sainte-Marie.

## Demografie
Onderstaande figuur toont het verloop van het inwonertal (bron: INSEE-tellingen).